# 南緯12度線
南緯12度線（なんい12どせん）は、地球の赤道面より南に地理緯度にして12度の角度を成す緯線。大西洋、アフリカ、インド洋、オーストララシア、太平洋、南アメリカを通過する。
この緯度の下では、夏至点時の可照時間は12時間50分であり、冬至点時の可照時間は11時間25分である。

## 通過する地域一覧
南緯12度線は、本初子午線から東に向かって以下の場所を通っている。
| 地理座標                                               | 国土・領土・領海 | 備考 |
| ------------------------------------------------------ | ---------------- | --- |
| 南緯12度0分 東経0度0分 / 南緯12.000度 東経0.000度      | 大西洋           | |
| 南緯12度0分 東経13度43分 / 南緯12.000度 東経13.717度   | アンゴラ         | |
| 南緯12度0分 東経23度59分 / 南緯12.000度 東経23.983度   | ザンビア         | |
| 南緯12度0分 東経26度42分 / 南緯12.000度 東経26.700度   | コンゴ民主共和国 | 約3km |
| 南緯12度0分 東経26度43分 / 南緯12.000度 東経26.717度   | ザンビア         | |
| 南緯12度0分 東経27度28分 / 南緯12.000度 東経27.467度   | コンゴ民主共和国 | |
| 南緯12度0分 東経28度45分 / 南緯12.000度 東経28.750度   | ザンビア         | |
| 南緯12度0分 東経33度18分 / 南緯12.000度 東経33.300度   | マラウイ         | |
| 南緯12度0分 東経34度4分 / 南緯12.000度 東経34.067度    | マラウイ湖       | チズムル島とリコマ島（共に マラウイ）のちょうど北を通過。                                                                                               |
| 南緯12度0分 東経34度53分 / 南緯12.000度 東経34.883度   | モザンビーク     | |
| 南緯12度0分 東経40度32分 / 南緯12.000度 東経40.533度   | インド洋         | モザンビーク海峡 - グランドコモロ島（ コモロ）のちょうど南を通過。 - アンジュアン島（ コモロ）のちょうど北を通過。                                      |
| 南緯12度0分 東経49度12分 / 南緯12.000度 東経49.200度   | マダガスカル     | |
| 南緯12度0分 東経49度18分 / 南緯12.000度 東経49.300度   | インド洋         | ノースキーリング島とホースバーグ島（ ココス諸島）の間を通過。 アシュモア・カルティエ諸島とヒベルニア岩礁（ オーストラリア）のちょうど北を通過。         |
| 南緯12度0分 東経124度22分 / 南緯12.000度 東経124.367度 | ティモール海     | バサースト島（ オーストラリア）のちょうど南を通過。 Clarence Straitを通過。 - メルヴィル島と本土（ オーストラリア）の間を通過。 ヴァン・ジーメン湾      |
| 南緯12度0分 東経132度37分 / 南緯12.000度 東経132.617度 | オーストラリア   | ノーザンテリトリー - アーネムランド |
| 南緯12度0分 東経134度17分 / 南緯12.000度 東経134.283度 | アラフラ海       | ボーカウト湾 |
| 南緯12度0分 東経134度40分 / 南緯12.000度 東経134.667度 | オーストラリア   | ノーザンテリトリー - アーネムランド |
| 南緯12度0分 東経134度45分 / 南緯12.000度 東経134.750度 | アラフラ海       | キャッスルリーフ湾 - クロコダイル諸島（ オーストラリア）のちょうど南を通過。                                                                            |
| 南緯12度0分 東経135度34分 / 南緯12.000度 東経135.567度 | オーストラリア   | ノーザンテリトリー - エルコ島とアーネムランド(本土) |
| 南緯12度0分 東経135度49分 / 南緯12.000度 東経135.817度 | アラフラ海       | |
| 南緯12度0分 東経136度16分 / 南緯12.000度 東経136.267度 | オーストラリア   | ノーザンテリトリー - イングリス島とアーネムランド (本土)                                                                                                |
| 南緯12度0分 東経136度31分 / 南緯12.000度 東経136.517度 | カーペンタリア湾 | |
| 南緯12度0分 東経141度50分 / 南緯12.000度 東経141.833度 | オーストラリア   | クイーンズランド州 - ヨーク岬半島 |
| 南緯12度0分 東経143度11分 / 南緯12.000度 東経143.183度 | 珊瑚海           | バナチナイ島（ パプアニューギニア）のちょうど南を通過。 レンネル島（ ソロモン諸島）のちょうど南を通過。 バニコロ島（ ソロモン諸島）のちょうど南を通過。 |
| 南緯12度0分 東経167度37分 / 南緯12.000度 東経167.617度 | 太平洋           | ティコピア島（ ソロモン諸島）のちょうど北を通過。 |
| 南緯12度0分 西経77度8分 / 南緯12.000度 西経77.133度    | ペルー           | リマのちょうど北を通過。 |
| 南緯12度0分 西経68度55分 / 南緯12.000度 西経68.917度   | ボリビア         | |
| 南緯12度0分 西経65度0分 / 南緯12.000度 西経65.000度    | ブラジル         | ロンドニア州 マットグロッソ州 トカンティンス州 バイーア州                                                                                               |
| 南緯12度0分 西経37度37分 / 南緯12.000度 西経37.617度   | 大西洋           | |